# Окуно, Харуна
Харуна Окуно (род. 18 марта 1999, Миэ) — японская спортсменка (вольная борьба), трёхкратная чемпионка мира 2017, 2018 и 2023 годов.

## Биография
Родилась в 1999 году. Бронзовый призёр чемпионата мира среди кадетов 2014 года (до 52 кг). Чемпионка Азии 2015 года среди кадетов (до 52 кг), чемпионка мира 2016 года среди кадетов (до 52 кг), чемпионка мира 2017 года среди молодёжи (до 55 кг). В 2017 году стала победительницей взрослого чемпионата мира в весовой категории до 55 кг. В том же году была удостоена награды Tokyo Sports Puroresu Awards.

## Спортивные результаты
На чемпионате мира 2017 года в финале победила нигерийку Одунайо Адекурое.